# Synagoga Szomrej HaChomos w Jerozolimie
Synagoga Szomrej HaChomos w Jerozolimie – nieistniejąca synagoga znajdująca się w Dzielnicy Muzułmańskiej Starego Miasta w Jerozolimie.
Synagoga została zbudowana w latach 90. XIX wieku. Po palestyńskich zamieszkach z 1920 roku synagoga została przeniesiona do dzielnicy Batei Ungarin w Nowym Mieście. Budynek został zniszczony w 1948 roku podczas walk Izraela o niepodległość.